# موجا (قاطور)
موجا (بالإنجليزية: Muja)‏ قاطور أمريكي في حديقة حيوانات بلغراد في صربيا، وهو أقدم قاطور في العالم. ومن المحتمل أنه أصبح أقدم قاطور أمريكي في الأسر في العالم بعد وفاة القاطور ساتورن، في حديقة حيوان موسكو في مايو 2020.

## التاريخ
وصل موجا إلى بلغراد مع رفيقه قاطور آخر في في أغسطس 1937 قادمًا من حديقة في ألمانيا. في الوقت الذي وصل فيه كان يبلغ السنتين من عمره، لذا يُفترض أنه فقس عام 1935، إلا أن العاملين في الحديقة يعتقدون أن عُمره تجاوز التسعين. نجا مويا من الحرب العالمية الثانية، التي دمرت خلالها حديقة الحيوان بالكامل تقريبًا، وقصف الناتو ليوغوسلافيا في عام 1999.
في عام 2012، خضع لعملية جراحية ناجحة لبتر أحد مخالبه بعد تشخيص إصابته بالغرغرينا. خلاف ذلك، يتمتع موجا بحالة صحية جيدة. يتم إطعامه 5-6   كيلوغرام من اللحوم مرة في الأسبوع يأكلها مع العظام، والتي تُعد مفيدة لأسنانه ومستويات الكالسيوم.

## روابط خارجية
- موجا على رابط أرشيف موقع حديقة حيوان بلغراد